# Stadsklas
Een stadsklas is in het Vlaams onderwijs een meerdaagse excursie waarbij het de bedoeling is om de stad en stedelijkheid in het algemeen, ervaringsgericht te leren kennen.
Net zoals bos- en zeeklassen worden stadsklassen vooral in de derde graad van het basisonderwijs gevolgd. De eerste stadsklassen in Brussel werden in 2006 gehouden; Gent volgde in 2007. Het initiatief van deze eerste klassen kwam er van Vlaams minister van Stedenbeleid Marino Keulen.